# علياء عبد الله
علياء عبد الله هي سيدة أعمال تونسية وزوجة الوزير السابق عبد الوهاب عبد الله.

## النشأة والمسيرة
عملت في البداية في الشركة التونسية للبنك وأصبحت أحد أعضاء مجلس مسيريها في 2001. وترأست بين ماي 2003 و2008 مجلس إدارة الاتحاد الدولي للبنوك، أحد فروع بنك سوسيتيه جنرال. خلفت في 7 أفريل 2008 فوزي بلكاهية في منصب الرئيس المدير العام للبنك التونسي. واستقالت في 22 جانفي 2011 عقب الثورة التونسية. تُعتبر أحد المقربين من عائلة الطرابلسي وخاصة سيدة تونس الأولى السابقة ليلى بن علي.

## الحياة الشخصية
متزوجة من الوزير السابق عبد الوهاب عبد الله.